# Công quốc Braunschweig-Lüneburg
Công quốc Braunschweig-Lüneburg (tiếng Đức: Herzogtum Braunschweig und Lüneburg; tiếng Anh: Duchy of Brunswick-Lüneburg), tên gọi chính thức Công quốc Braunschweig và Lüneburg, là một công quốc trong lịch sử Đức, tồn tại từ cuối thời Trung cổ đến cuối thời hiện đại, được xếp vào nhóm Nhà nước Đế chế của Thánh chế La Mã, cho đến khi đế chế này bị giải thể vào năm 1806. Công quốc nằm ở khu vực ngày nay là Tây Bắc Cộng hòa Liên bang Đức. Tên của nó được đặt theo tên của 2 đô thị lớn nhất trong lãnh thổ là Braunschweig và Lüneburg.
Công quốc được hình thành vào năm 1235 từ lãnh thổ thuộc quyền sở hữu của Nhà Welf trong Công quốc Sachsen và được trao làm thái ấp cho Otto Trẻ, cháu trai của Heinrich Sư Tử. Công quốc đã bị phân chia nhiều lần trong suốt Thời kỳ Trung cổ giữa các dòng khác nhau của Nhà Welf, nhưng mỗi người cai trị đều được phong là "Công tước xứ Brunswick-Lüneburg" cùng với tước hiệu cụ thể của riêng mình. Đến năm 1692, các lãnh thổ đã hợp nhất thành hai thực thể độc lập, gồm: Tuyển hầu quốc Braunschweig-Lüneburg (thường được gọi là Tuyển hầu quốc Hanover) và Thân vương quốc Braunschweig-Wolfenbüttel.
Năm 1714, Nhánh Hannover của dòng họ kế vị ngai vàng của Vương quốc Anh, mà họ cai trị trong liên minh cá nhân với Hanover cho đến năm 1837. Vì lý do này, nhiều thành phố và tỉnh ở các thuộc địa cũ của Anh được đặt theo tên của Brunswick hoặc Lüneburg. Người Nhà Hannover không bao giờ cai trị Brunswick trong khi họ nắm giữ ngai vàng của Anh, vì thành phố là một phần của nước láng giềng Brunswick-Wolfenbüttel. Sau Đại hội Viên năm 1814-1815, các vùng lãnh thổ của Brunswick-Lüneburg được tái cấu trúc trở thành Vương quốc Hannover và Công quốc Braunschweig.